# Actual Fantasy
Actual Fantasy je druhé studiové album hudebního projektu Ayreon nizozemského hudebníka Arjena Lucassena. Vydáno bylo 23. října 1996 vydavatelstvím Transmission Records. Oproti předchozí desce The Final Experiment vydané o rok dříve se nejedná o ucelené konceptuální album, nýbrž obsahuje různé fantasy a scifi. U těch se Lucassen neinspiroval z filmů ani z knih, ale jedná se o jeho vlastní nápady. Album také mělo pouze jednoho hlavního zpěváka, kterým se stal Robert Soeterboek.

## Seznam skladeb
| Pořadí         | Název                    | Délka |
| -------------- | ------------------------ | ----- |
| 1.             | Actual Fantasy           | 1:33  |
| 2.             | Abbey of Synn            | 9:34  |
| 3.             | The Stranger from Within | 7:40  |
| 4.             | Computer Eyes            | 7:27  |
| 5.             | Beyond the Last Horizon  | 7:35  |
| 6.             | Farside of the World     | 6:20  |
| 7.             | Back on Planet Earth     | 7:04  |
| 8.             | Forevermore              | 7:16  |
| Celková délka: | Celková délka:           | 54:23 |

## Obsazení
- Arjen Lucassen – zpěv, kytary, basa, klávesy
- Robert Soeterboek – zpěv

Hosté
- Edward Reekers – zpěv
- Okkie Huysdens – zpěv
- Kiki Holleman – zpěv
- David Bauchwitz – zpěv
- Cleem Determeijer – klávesy
- René Merkelbach – klávesy
- Floortje Schilt – housle